# LiMux
LiMux è una distribuzione GNU/Linux tedesca sviluppata in seno a un progetto di migrazione dei computer del comune di Monaco di Baviera, basata inizialmente su Debian e poi su Ubuntu.

## Caratteristiche principali
Dal 2006 al 2010 la distribuzione è stata basata su Debian, per poi passare a una base Ubuntu 8.10 a partire dalla versione 3 distribuita nel dicembre 2010. La versione 4 disponibile dall'agosto 2011 è basata su Ubuntu 10.04 LTS con ambiente grafico KDE 3.5. La stessa versione di Ubuntu è stata mantenuta come base anche nella successiva versione 4.1 del 2012. La prossima versione di LiMux userà invece come base Ubuntu 14.04 LTS.
Il sistema è concepito principalmente per la produttività da ufficio, ed è quindi equipaggiato con la suite OpenOffice.org, il client di posta Thunderbird e utilizza Firefox di Mozilla come browser predefinito.

## Storia
La distribuzione nasce nell'ambito dell'omonimo progetto di migrazione deciso dal comune tedesco di Monaco di Baviera, iniziato nel 2003 e ancora in corso. L'obiettivo principale del progetto è rendersi maggiormente indipendente dalle aziende produttrici e distributrici di software per quanto riguarda le architetture client-server e i client stessi.
Il sindaco Dieter Reiter, insediatosi nell'anno 2014, espresse fin dal suo insediamento pareri negativi riguardo Linux, definendolo meno evoluto dei sistemi Microsoft e Office, probabilmente dovuto al fatto che la distribuzione LiMux adotta software tremendamente obsoleti rispetto alle altre distribuzioni sue contemporanee. Così alla fine del 2017, nonostante Linux abbia dimostrato di essere valido e assolutamente stabile e produttivo (nonostante l'obsolescenza dei software di LiMux) e aver fatto risparmiare alla città 11 milioni di euro, i partiti al comando hanno deciso di avviare una migrazione da Linux a Windows/Office che inizierà nel 2018 per terminare teoricamente nel 2020.